# Roman E. Svabek

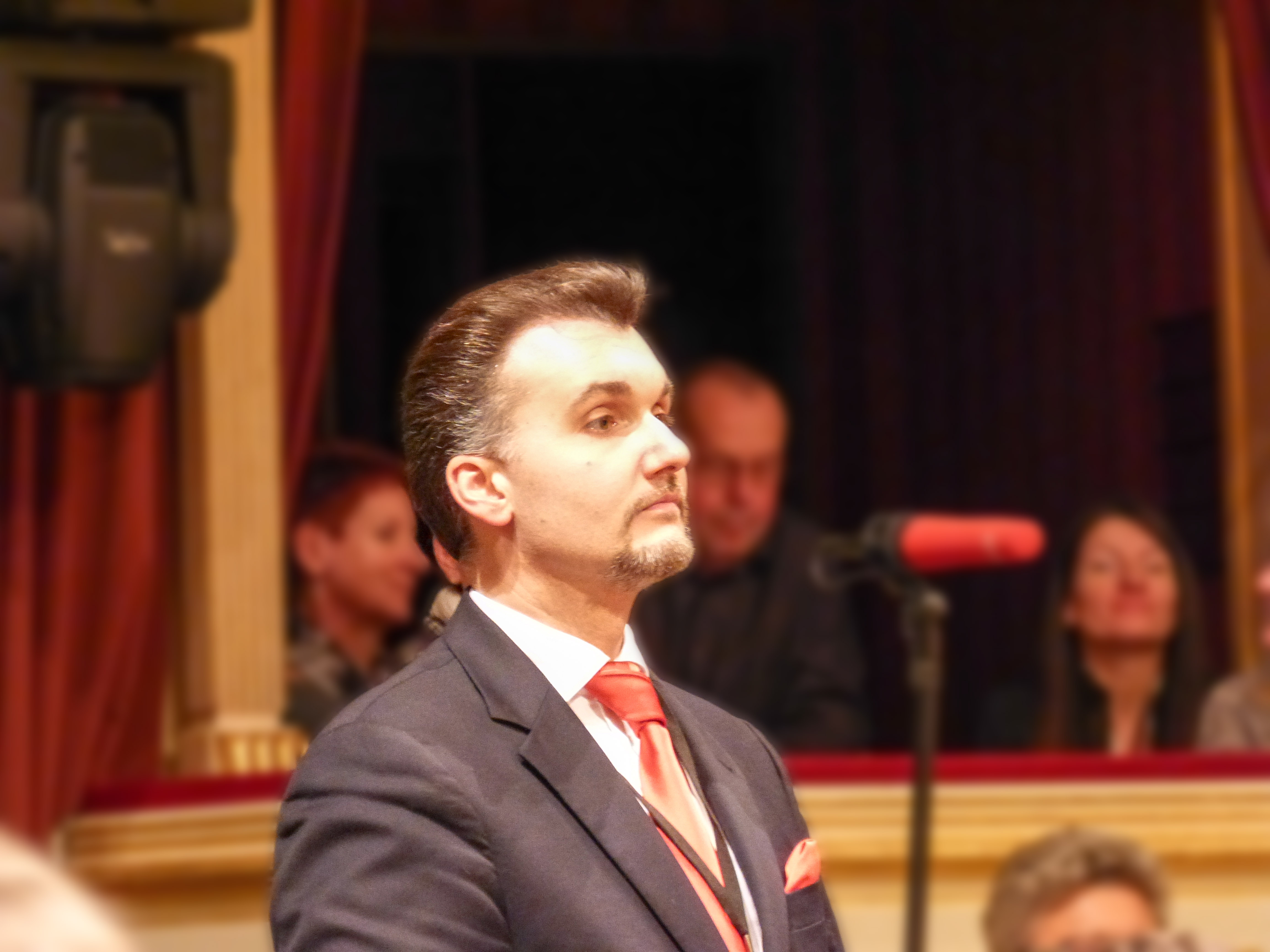
Roman E. Svabek bei der Generalprobe zum 59. Wiener Opernball in der Wiener Staatsoper

Roman Emanuel Svabek (* 6. November 1976 in Wien) ist ein österreichischer Tanzlehrer, Choreograph und Leiter seiner Tanzschule Roman E. Svabek in Wien. Von 2010 bis 2018 war er Zeremonienmeister des Wiener Opernballs.

## Leben
Bereits während seiner Ausbildung am TGM Wien entdeckte Roman Svabek seine Vorliebe für Tanz und Bewegung und begann ab 1993 seine Ausbildung in Gesellschaftstanz, Benimm und Etikette unter anderem an der Tanzschule Elmayer-Vestenbrugg. 2001 konnte er seine Ausbildung zum Tanzmeister, Gesellschaftslehrer und Choreographen mit Meisterbrief mit Auszeichnung abschließen. Seither wirkt er als Tanzlehrer und Choreograph für zahlreiche Balleröffnungen aber auch Fernsehshows oder Werbungen.
Seit 2010 ist Roman Svabek mit Elisabeth geb. Koschu verheiratet.

## Wiener Opernball und Tanzschule
Die nach ihm selbst benannte Tanzschule in Wien eröffnete Roman Svabek am 18. September 2006 zusammen mit seiner nachmaligen Frau Elisabeth. Ab 2008 nahm er zahlreiche Funktionen beim Wiener Opernball wahr, ab 2009 oblag ihm die Durchführung der Proben des Eröffnungskomitees und des Walzertrainings in Kooperation mit anderen österreichischen Tanzschulen.
Von 2010 bis 2018 war Roman E. Svabek Zeremonienmeister des Wiener Opernballs.
Im Dezember 2023 wurde bekannt, dass die Tanzschule Svabek GmbH aufgrund einer Insolvenz geschlossen wird, der Tanzschulbetrieb aber fortgeführt werde.

## Werke
- (zusammen mit Benedikt Kobel) Küss die Hand. Heiteres aus der Welt der Etikette. 1. Auflage. Amalthea, Wien 2017, ISBN 978-3-99050-101-6.